# John Home Robertson
John Home Robertson (* 1948 in Edinburgh) ist ein schottischer Politiker der Labour Party.

## Leben
Home Robertson besuchte das Ampleforth College in Yorkshire sowie das West of Scotland Agricultural College bei Ayr. Er bewirtschaftete das Paxton House in den Scottish Borders, das er von seinen Eltern erbte, und schenkte es später dem Staat. Heute ist dort eine Gemäldesammlung der National Galleries of Scotland untergebracht.

## Britisches Unterhaus
1974 wurde Home Robertson in den Bezirksrat von Berwickshire gewählt. Als 1978 John Mackintosh, der Labour-Abgeordnete des Wahlkreises Berwick and East Lothian verstarb wurden dort Neuwahlen angesetzt, zu denen Home Robertson kandidierte. Er errang das Direktmandat und zog erstmals in das Britische Unterhaus ein. Bei den regulären Unterhauswahlen 1979 verteidigte er sein Mandat knapp. Vor den Unterhauswahlen 1983 wurde der Wahlkreis Berwickshire and East Lothian aufgelöst. Zu den Wahlen 1983 bewarb sich Home Robertson um das Direktmandat des neugeschaffenen Wahlkreises East Lothian. Er errang dieses mit deutlichem Vorsprung und verteidigte somit seinen Unterhaussitz. Bei den folgenden Unterhauswahlen 1987, 1992 und 1997 verteidigte er sein Mandat. Zu den Unterhauswahlen 2001 trat er nicht mehr an. Home Robertson war Einpeitscher der Oppositionsfraktion der Labour Party. Im Parlament engagierte er sich in den Themengebieten Verteidigung und Schottland.

## Schottisches Parlament
Bei den ersten Schottischen Parlamentswahlen im Jahre 1999 kandidierte Home Robertson im Wahlkreis East Lothian an. Er errang das Direktmandat des Wahlkreises mit deutlichem Vorsprung vor dem Kandidaten der SNP und zog in das neugeschaffene Schottische Parlament ein. Bei den folgenden Parlamentswahlen 2003 verteidigte er sein Mandat und schied zum Ende der Legislaturperiode aus dem Parlament aus.